# 戀曲寫真
《戀曲寫真》是角川遊戲在2012年發售的PlayStation Portable用戀愛冒險遊戲，在改進系統、畫面與劇情等方面後，在2013年4月25日於PlayStation Vita平台上發售《戀曲寫真Kiss》，為前作之重製版本。其後積極展開漫畫版、小說版的發行，並改編成電視動畫，首播時間在2013年4月至6月。
ENTERBRAIN製作的戀愛冒險遊戲。與《True Love Story》和《君吻》、《聖誕之吻》等遊戲類似的遊戲模式、除了《君吻》的製作人杉山外，其他的工作人員皆有所不同。

## 登場角色

### 主要角色
前田一也（聲優：島崎信長）
男主角，就讀二年B班。暑假時從父親得到一台單眼相機「佳能450D」後便開始熱衷於攝影，先後被寫真社和攝影社發現並挖角，後來選擇加入寫真社。小時候曾經很喜歡踢足球，但在某次失手肘擊遙佳的胸口後，從此有陰影而不再踢足球。特別不習慣遊樂園“刺激”的設施。
新見遙佳（聲優：伊藤加奈惠）
二年級生，生日10月6日，天秤座，O型，美胸，臀部相對胸部較小，主角的青梅竹馬兼同班同學，隸屬網球社，成績優異、容姿端麗且運動神經發達的學園偶像，在男女學生之間均有著相當高的人氣。并且从小就暗恋着男主角。上完游泳課後，被一也撞見穿泳裝的樣子，為找不到模特兒的一也當上其的模特兒練習拍照。
一次的貧血，被一也看到，也喚醒一也的陰影，加上校園中的閒言閒語及撞見自己被足球隊主將告白，被一也說「妳們兩個很配，比起在旁人眼中的我」，自己不解並哭斥「我看不到你的真心，笨蛋！」後跑走。後來亞音帶來了自己沒去社團和不接電話的訊息，讓一也意識到自己可能又倒下了，急著去找，爾後被一也發現把窗簾拉上後（其實是沒看到他），一也落寞的離開，在眾人的勸誡加上一也的主動下，兩人來到公園將事情說開。
幾天後，一同到海水浴場，在玩足球時又喚醒一也的陰影，將一也帶到海灘屋後面表示一也太疼自己了，要一也摸自己的胸讓他感受自己的心是沒有改變的。後來迎接學園季的到來，被一也提出作為攝影社的主題，最後和一也彼此告白，也吻了彼此。
室戶亞岐（聲優：中原麻衣）
三年級生，生日1月19日，摩羯座，A型，平胸，身形修長，學年成績之冠，個性嚴格的學生會長，原本是游泳社的跳水選手。
父親開設醫院，因此本人以繼承父業為目標。
一次的偶然，讓一也撞見自己以跳牆的方式進入校園，從此都是被一也抓住這個把柄要他幫忙寫作業之類的。
有一天，被看見自己的穿泳裝的樣子，事實上是在教桃子老師游泳以交換條件教自己念書，為此也道出自己不惜做好學生會長而退出游泳社。爾後卻下了大雨使自己和一也不能回去，看到自己濕身的一也忍不住拍照，斥責他卻被其以之前的把柄抓住要自己擺pose讓他拍。後來被一也看到自己失落的在頂樓上，要他不要管，而不死心的一也則帶自己翻牆離開學校，四處去玩，順便散心，和一也道出自己在小學的時侯成績不是很好，喜歡游泳，但是自己必須繼承父親的衣缽當個醫生，不會讀書的自己則是到許多補習班去，直到放假也是讀書，在小學畢業時終於得到第一名，但事實上只是在演繹一個聰明的自己，此時被一個大嬸認出是上次一個長者心肌梗塞時，讓他到自家醫院的人，因為當時的出手幫忙，使那個長者保住一命，一也意識到當時非法入校和這件事情同一天。一也繼續帶著自己四處逛，在要離別之前吩咐一也不用刪照片，要正視真實的自己。
幾天後，因為一也的邀約而出來赴約，在海洋公園時，一也表示想拍自己跳水的樣子，後來卻被海豚秀中斷。在看海豚秀時，自己道出小時候有被海豚拯救過，那時沮喪的自己被爸爸帶到海洋公園，去欣賞海豚，看到牠們時沮喪的心情消失了，這也是自己喜歡跳水的原因。回程途中看夕陽時，一也向自己表示一開始認為自己是個非常嚴謹的人，接觸內心後發現自己的真實，自己也表示會憑藉自己的想法去追除夢想並要求一也抱緊自己，而後彼此告白。後來回去游泳社，以狀元考取志願大學，且在畢業時說出「要快點來接我喔~」。
早倉舞衣（聲優：金元壽子）
一年級生，生日11月30日，射手座，A型，胸圍發展中，但沒有發展的趨勢，臀圍相當纖細，處在幼女階段，在新生中因為長相可愛而特別有名，十分喜歡甜食和油炸食品，隸屬新體操社，果音的同班同學與好友。一也一次的失誤，把被社員強塞給自己的H書弄掉，自己則發現是H書，以這個為把柄抓著一也，有時會要求他幫忙。一也在學習拍照時，自己則替一也說話讓其能在新體操社拍照(因為攝影社的拍照角度是令人害羞的)。
首次請求則是要一也吃下豬排蓋飯給自己看且說出對豬排蓋飯的口感，因為自己在體操社必須維持體態，控制飲食，接下來則是冰淇淋的口感。之後一也在體操社的攝影，自己要去看拍照成果時，肚子餓到把一也的手當成雞腿咬住，自己因為離選拔賽越來越近必須減重。
來到選拔賽當天，在體操的音樂演繹時，因為自己的失誤而跌倒，在一也的「不能氣餒 向前看 永不放棄！」這些話，使自己又有能力繼續完成整組動作。爾後果音邀自己一同去游泳，但因發燒而要一也代而赴約，在最後離別時道出自己在拔賽中失敗，自己則被一也的話點醒，而後來一也和自己時常出去逛，且藉由還書的同時也放進自己的告白信，表示自己也喜歡色色的一也。
要還DVD給果音而來到前田家，被一也邀進家裡坐，在要阻止自己翻床底時，反將自己壓在床上，好巧不巧此時果音回來，果音看到兩人神情緊張，意識到剛才的事了。最後在一同回家的路上，被一也告白，兩人隨即相擁。後來在平安夜時一同溜冰、逛街，最後說出「最~喜歡你了」。
實原冰里（聲優：水橋香織）
一年級生，生日2月12日，水瓶座，B型，身材嬌小，校服搭配蕾絲，胸圍以高一來說較大，進校園後沒人看過其笑容，隸屬攝影社，擅長拍攝風景卻不擅長拍人的少女。第一次與一也見面則是在午餐時間，吃漢堡時遇見，後來道出自己不喜歡拍人。
爾後一也用盡方法要冰里學習拍人（例如：扮成貓、邀冰里去遊樂園），後來向冰里邀約出去，赴約的冰里去山上時道出自己過去，國中時遇見了自己的同好也發展了一些興趣（例如：說話）。但是到後來自己意識到自己只是被呼來喚去的，而逐漸和她們漸行漸遠。後又發生了錢包不見卻在自己的背包搜出來被栽贓的事，但班上的人都不幫自己說話，彷彿看到了人的內心，使自己變得不喜歡拍人，因為覺得那時的笑容是虛偽的。被一也說的「我喜歡實原的笑容」打動。爾後彼此告白，親吻彼此後落幕。
間咲野野佳（聲優：齋藤千和）
二年級生，生日4月1日，白羊座，B型，相當的巨乳，投球時的胸部晃動，是所有男生的眾矢之的，鍛鍊至今的臀部充滿質感，運動神經超群的壘球社王牌，因為個性開朗而有許多朋友，習慣叫主角「鏢鏢」（田的日文音轉，部分版本翻譯為「小田田」），與主角在國中時就讀同校。
自己因為一也找不到模特兒拍照而毛遂自薦，做為交換條件一也必須陪自己做特訓，為了學會別人難以擊中的上飄球。於一也去書局買教授攝影的書籍時碰巧遇見，而一也無意的說出「和妳認真的練習壘球一樣」使自己臉紅。
一次的遲到，使自己想要以單手俯撐的方式跳轉下樓時，意外嘴對嘴撞上一也。之後因為一也看到遙佳在幫自己補衣服時的表情，表示禁止用自己和遙佳比較。後來叫一也到頂樓，要其收下挑戰書，其實就只是單純的告白，表示自己比不上遙佳那種類型的女孩和對一也的愛慕，想要挑戰自己變成像遙佳的女孩子，要求一也彌補自己的不足，也成就了一場「戀愛決鬥」。
戀愛決鬥的開始，晨訓時，因為自己不經意的動作(把褲子翻起來給一也看皮膚)被一也說要有羞恥心，吃飯時自己點了2大碗時被一也糾正要注意自己的形象，自己想要贏回來則要以性感姿勢回擊，一也提議去海邊。
到海邊，一也則迎擊自己的性感姿勢，拍下許多自己穿泳裝的照片。後來被2個混混纏上，一也將桌椅打翻後逃離，混混則被壯碩的店長制止，跑到一處森林裡，起初自己表示要怪自己說出手遮乳之類的話才讓混混意圖不軌，一也則表示要拍真實的自己，而不是一些裸體寫真之類的，最後，自己則以手遮乳回擊。
在離上飄球還有一步之遙時，自己則表示不想練成了，因為練成就表示和一也相處的時間減少了，一也則說「特訓結束，回憶還是在，在一起做些什麼吧~」，在一也要求下以沒有球和手套的方式演繹一次上飄球，最後在一也的陪同下練成了。最後，被一也在學園祭時表白，並向一也表示自己也喜歡對方，彼此歡喜地相擁著。
柚木梨奈（聲優：大龜明日香）
二年級生，生日6月28日，巨蟹座，O型，要從制服呼之欲出的盪漾巨乳，在攝影社裡自身的胸部被稱為梨奈派，料理研究會唯一的成員，因為溫柔的個性與擅長料理而被公認為全校最讓人想娶回家的女孩，有一個妹妹。有一次，一也被中川和東陷害，雙手抓住自己的胸部，導致一也耿耿於懷，自己則不在意。
和一也在那之後的見面是一也被家政教室的香氣吸引才見到的。自己邀請一也進來，請他品嚐自己的新菜色，因為社員只有自己一人，也道出料理社面臨廢社危機，一也看一下海報後毛遂自薦可以將海報做的華麗一點，而自己則繼續開發新菜色。被自己班的人誤會且攻擊，攻擊過後，回到家政教室，撞見在迷超能力的自己，想要把湯匙變彎，此時被一也拍下。而剛剛的誤會則會幫一也向她們說明清楚，作為道謝要他幫忙尋找4葉草裝飾料理，找到時一同撞到彼此的頭，此時自己摸著頭且說出「疼痛疼痛 都不見」，但被一也說那是要別人對她說的，自己低下頭讓一也摸也說出「疼痛疼痛 都不見」。
自己似乎能看見隱身中的內田，邀請她到料理社做菜。
一也和自己都持續在努力，一天一也則在向日葵面前想起之前遇見自己的事，於是向一也說出開發新菜色沒有進展時被其邀請去遊樂園。當天則是被頑皮的妹妹矇住眼睛，而一也說他能夠理解有個妹妹的感覺，然後在午餐時間時被一也稱讚能夠成為一個好新娘時臉紅，且一也和自己則被妹妹說成像新婚夫婦一樣，一也在妹妹睡著後稱讚自己的手藝，而自己則被妹妹影響，將一也改叫成老公。
因為一也的幫忙使自己有了新菜色的想法，做出了「向日葵漢堡」，拍好照片，做好海報後終於在宣傳物截止時間前送達學生會，一也邀約自己在活動結束後去中庭。來到家政教室，卻被改造成「魔法喫茶」，果音和野野佳也一同來幫忙，內田扮的最強coser愛麗絲也來串場。結束過後，自己帶給一也好消息，一年級有5個人要進社團。後來在中庭彼此告白，後來在向日葵的洗禮下相擁。在打翻青蘋果，要求一也幫忙後落幕。

### 隱藏角色
深角友惠（聲優：澤城美雪）
二年級生，生日10月29日，天蠍座，AB型，主角的同班同學，平日多半獨來獨往，鮮少與同學有所交集，喜歡閱讀的少女，有一個妹妹。首次與一也見面，則是在教室坐著遙佳座位上哭泣，不是對遙佳忌妒，而是不知道要怎麼報答一直都對自己很溫柔的遙佳，覺得很痛苦、自責。
和一也第二次的相遇是在下雨前的河濱公園被一也撞見當時在弄表情的自己，好奇的一也則問「不喜歡自己的表情嗎？」，自己則表示不喜歡自己的表情，既平庸又沒精神。爾後下雨，一也熱心的要一同撐傘下來到一個店家外躲雨，因為衣服濕掉變透明，害羞表示不喜歡被別人注目著，覺得一也很開朗，而一也則表示其實本身一開始就也沒有很開朗，並說「我們彼此很像呢~」後臉紅。
隔天放學後邀一也出來到樓梯間，拿給一也紙杯蛋糕以作為昨天撐傘的謝禮，而一也則稱讚很好吃時，被其要求想拍當時的表情，但害羞的趕緊離開，此時，一也大喊「友惠不平庸 很漂亮！」，聽到後又臉紅。後來一也一見到自己就很積極的拍照。
過幾天後，以書信邀約的方式要一也去頂樓會合，那時向一也說自己在學園祭過後就要轉學了，且道出因為爸爸工作的關係從小就常轉學，因為從不被注目，也慶幸能夠默默地離開，後來還是覺得一個人就好，但一也則表示在轉學前都會待在自己身邊，留下許多回憶。自己也希望一也能夠成為朋友，一也則爽快答應。
一也後來則更積極的拍自己，並帶自己到很多社團去體驗和拍照(網球社、料理社、攝影社、壘球社、新體操社)，而之後答應會做成相冊給自己，並邀約自己出去拍一些照片，在海邊與一也談話時鼓起勇氣要向全班說出自己轉學的事。
說出來後，全班都擁著自己締造許多回憶，也鮮少在與一也互動。後來和大家到游泳池時。換上了一套「不平庸」的泳裝，也和大家合照。
後來一也弄好相簿前，被社長點醒要連結自己的心意。爾後追出去要趕快把答應的相簿交付出去，也順而告白，說「不想成為友惠的回憶，從今以後還是會想要見到友惠」，彼此高興的相擁，大家也隨後來到火車站相繼與自己道別，而一也則在最後一刻也想追上火車，表示彼此一定會再相見的人。最後看著相簿露出淡淡的微笑。動畫最後因為和一也唸同一所大學而再次相遇。
＃遊戲第一輪不會出現。
前田果音（聲優：伊瀨茉莉也）
一年級生，生日8月3日，獅子座，O型，主角的妹妹，與舞衣同為新生中的名人，喜歡唱歌跳舞，夢想成為偶像，因為對遙佳的憧憬而加入網球社。實際上跟主角沒有血緣關係。自己會因為一也拍其他女生的照片而吃醋
一也在某天鬼迷心竅的邀約自己一起洗澡，但進來後發現彼此都不是光著身子(自己穿泳衣，一也穿泳褲)，兩人都覺得彼此的想法一樣。在商店街裡抽到大獎(歐洲旅遊)，並把此獎給沒有去過新婚旅行的父母，而與一也開始同居。
一也在經歷洗澡那次開始會注意自己的身形動作。到學校後，一也被攝影社的社員們以與自己同居的事調侃一番。一也逐漸開始會注視著自己和拍攝自己。後來一也支持自己的想法，陪同去劇場版公映前的組合試鏡，在拍要試鏡用的照片時，突然對一也告白，但一也當下則是認為那個告白是對其他人說的。
中川和東去家裡要回H書時(其實就是要看果音)，穿著圍裙跑出來歸還，此時一也則驚訝為何自己會知道書放在哪，看到穿著圍裙的自己使得他們心花怒放。
一也在睡覺前拿出從爸爸那拿到的相簿，也道出許多事情自己小時候忘記的。來到學校後，一也看到喝水龍頭的飲用水的自己想起小時候的事，後來在自己被男生包圍後，因為忌妒心的驅使，使一也即刻跑走。自己來到河濱公園找到一也後，一也露出些許的微笑，其後卻下雨了。彼此一起在浴缸穿著泳衣泡澡時，想著過去的事也答應彼此要當個親密的兄妹。
而一也則持續苦惱著是否要解釋與自己的關係並沒有血脈之分，自己則把一也小時候送的鈴鐺當作珍視之物。
後來邀約一也到海邊遊玩，也替在排球比賽的和美她們加油，一也看到自己在堆沙堡時，想起過去曾有在海邊走失被一也找到的事，看見後一也轉而幫自己尋找爸爸，自己同時道出自己只有爸爸，媽媽則去世了，後來是一也的媽媽道出和自己的爸爸再婚的消息，爾後也一同堆沙堡，自己的鈴是在當時一也讓自己能夠找到自己的玩偶「兔兔」所給的。
後來在堆沙堡時，道出自己並沒有忘記當時給自己鈴鐺的事，也很慶幸有一也這個體貼的哥哥。對其坦白自己很想講出來，但卻說不出口，害怕會破壞兄妹親情，也很開心能這樣說出來。
一也將父親託付的相簿交給自己，約出來後將自己絞盡腦汁的第一封情書交給一也，也請求一也能到自己高中畢業再打開，而那時的拍照想要表達的就是對一也的愛慕，爾後也對彼此告白。
自己畢業的那天，一也把保管已久的情書拿出來，自己則感動到向前擁抱一也。
＃上述七位女孩的路線各完成一次後轉為可攻略對象。
大谷桃子（聲優：遠藤綾）
三年級的數學科實習教師，生日7月6日，巨蟹座，B型。在學生之間很受歡迎，大學前均就讀於女子學校。
＃果音線完成後解鎖。

### 輔助角色
紅林和美（聲優：水原薰）
三年級生，攝影社社長，原本是排球社主將，後因腳傷而引退，但由於不喜歡寫真社而另外成立攝影社並擔任社長，在運動社團的女孩之間很受歡迎。在遙佳與一也發生矛盾時，出來勸誡遙佳注視身邊有個為自己努力的人。
成田瑠宇（聲優：長谷川明子）
一年級生，排球社與攝影社社員，憧憬著和美的排球社新秀。
九堂博道（聲優：綠川光）
三年級生，寫真社社長，某方面的攝影高手，甚至被部份攝影狂熱者尊稱為閣下，雖然因而被全校女生投以異樣眼光，但本人對此毫不在意。常在某些不經意時刻出現，例如：一也替濕身的亞歧拍照時撞見、用訊息吩咐其他攝影社社員幫助一也尋找遙佳等……。
中川行太（聲優：白石稔）
二年級生，寫真社社員，有「低角中川」的名號，寫真社的內褲突擊兵。
東孝（聲優：岡本信彥）
二年級生，寫真社社員，有「胸光乍現東」的名號，寫真社的胸部狙擊手。
內田有子（聲優：高垣彩陽）
一年級生，寫真社社員，有「隱密內田」的名號，寫真社的偷拍高手。
於動畫第四集中淚痣與第九集中主角打翻內田置物箱時，有透露是最強Coser的愛麗絲，第十一集在魔法茶室裡被梨奈認出。
喜多川美紗（聲優：世戶沙織）
主角的英語老師與級任導師，同時也負責大谷桃子老師的教育指導，教學十分認真而嚴格。

## 電視動畫
2013年4月於TBS電視台、BS-TBS播出。
第六集過後皆是平行時空。

### 製作人員
- 監督、系列構成：横山彰利
- 角色設計、總作畫監督：嶋田真惠
- 美術監督：鈴木路惠
- 色彩設計：野口幸惠
- 撮影監督：荒幡和也
- 音響監督：川添憲五
- 音樂：窪田美奈
- 動畫製作：MADHOUSE

### 主題曲
片頭曲
作詞：大森祥子，作曲、編曲：窪田美奈，主唱：hayato kaori
片尾曲
作詞、作曲、編曲：流歌
主唱：（新見遙佳〈伊藤加奈惠〉、室戶亞岐〈中原麻衣〉、早倉舞衣〈金元壽子〉、實原冰里〈水橋香織〉、間咲野野佳〈齋藤千和〉、柚木梨奈〈大龜明日香〉、深角友惠〈澤城美雪〉）
主唱（第5、6話）：新見遙佳（伊藤加奈惠）
主唱（第7話）：實原冰里（水橋香織）
主唱（第8話）：室戶亞岐（中原麻衣）
主唱（第9話）：間咲野野佳（齋藤千和）
主唱（第10話）：早倉舞衣（金元壽子）
主唱（第11話）：柚木梨奈（大龜明日香）
主唱（第12話）：深角友惠（澤城美雪）
主唱（第13話）：前田果音（伊瀨茉莉也）
插入曲
（第4、6、8話）
作詞：はかせ，作曲、編曲：ARM，主唱：前田果音（伊瀨茉莉也）
（第8話）
作詞：熊野清美，作曲、編曲：流歌，主唱：室戶亞岐（中原麻衣）
（第10話）
作詞：熊野清美，作曲、編曲：渡部チェル，主唱：早倉舞衣（金元壽子）
「Tinkle My Bell」（第13話）
作詞：磯谷佳江，作曲、編曲：，主唱：前田果音（伊瀨茉莉也）

### 各話列表
| 話數   | 日文標題 | 中文標題     | 劇本     | 分鏡              | 演出            | 作畫監督                                                 |
| ------ | -------- | ------------ | -------- | ----------------- | --------------- | -------------------------------------------------------- |
| 第1話  |          | 邂逅         | 橫山彰利 | 橫山彰利          | 橫山彰利        | 嶋田真惠                                                 |
| 第2話  |          | 學園天國     | 橫山彰利 | 橫山彰利          | 前園文夫        | 松田芳明                                                 |
| 第3話  |          | 百花繚亂     | 橫山彰利 | 笹木信作          | migmi           | 高田晴仁、伊藤大翼 古川良太、東亮太 嶋田真惠             |
| 第4話  |          | 今後的心情   | 橫山彰利 | 坂本一也          | 福多潤          | 山吉一幸、平田和也 竹森由香                              |
| 第5話  |          | 錯過的戀愛   | 橫山彰利 | 金子伸吾 橫山彰利 | 澤井幸次        | 本田敬一、古川良太 東亮太、嶋田真惠                      |
| 第6話  |          | 向遙佳告白   | 林壯太郎 | 笹木信作          | 政木伸一        | 永田正美、飯飼一幸 中原清隆                              |
| 第7話  |          | 星星的笑容   | 林壯太郎 | 湯淺政明          | 町田幸一        | 竹內由香里、山崎愛 後藤麻梨子                            |
| 第8話  |          | 凝視妳的素顏 | 宍戶義孝 | 柴田勝紀          | 前園文夫        | 松田芳明、舛舘俊秀 柴田健兒、田名網梢 野村葉子、中島彩佳 |
| 第9話  |          | 戀愛的挑戰書 | 林壯太郎 | 伊藤達文          | 伊藤達文        | 高田晴仁、東亮太 本田敬一、佐藤利幸 河田泉               |
| 第10話 |          | 天使之舞     | 林壯太郎 | 橫山彰利          | 中津環 高山秀樹 | 羽野廣範、服部憲知 Lee Jaemin、Ha Hyeonjo                |
| 第11話 |          | 學園新娘     | 宍戶義孝 | 澤井幸次          | 澤井幸次        | 東亮太、本田敬一 Kim Gi-nam                              |
| 第12話 |          | 寫真回憶     | 宍戶義孝 | 橫山彰利          | 真野玲 橫山彰利 | 梅原隆弘、後藤麻梨子                                     |
| 第13話 |          | 相思相愛     | 林壯太郎 | 岩瀧智            | 長尾聰浩        | 草刈大介、影山楙倫 清水麻美、                            |

### 播放電視台
日本深夜動畫：下文記載的日本国内播放時間使用日本標準時間（UTC+9）表示。因為部分時間标识會採用30小时制，因此請留意这类超过24:00的时间，其實際播放時間為翌日清晨。
| 播放地區   | 播放電視台   | 播放日期               | 播放時間（UTC+9）          | 所屬聯播網          | 備註                                |
| ---------- | ------------ | ---------------------- | -------------------------- | ------------------- | ----------------------------------- |
| 關東廣域圈 | TBS電視台    | 2013年4月4日 - 6月27日 | 星期四 25時58分 - 26時28分 | 日本新聞網          | 製作局 TBS電視台星期四深夜動畫第2部 |
| 近畿廣域圏 | 每日放送     | 2013年4月8日 - 7月1日  | 星期一 26時55分 - 27時25分 | 日本新聞網          |                                     |
| 中京廣域圏 | 中部日本放送 | 2013年4月11日 - 7月4日 | 星期四 27時13分 - 27時43分 | 日本新聞網          |                                     |
| 日本全國   | BS-TBS       | 2013年4月13日 - 7月6日 | 星期六 25時30分 - 26時00分 | 日本新聞網 衛星電視 |                                     |

| 播放地區 | 播放電視台 | 播放日期               | 當地播放時間                     | 所屬聯播網  | 備註              |
| -------- | ---------- | ---------------------- | -------------------------------- | ----------- | ----------------- |
| 臺灣     | Animax     | 2014年6月18日－6月30日 | 每日20:30－21:00（UTC+8）        | 有線電視    | 有重播時段        |
| 臺灣     | Animax HD  | 2015年1月20日－2月1日  | 每天19:30－20:00（UTC+8）        | 中華電信MOD | Animax HD開台節目 |
| 香港     | Animax     | 2014年9月22日－10月8日 | 星期一至五 22:00－22:30（UTC+8） |             |                   |

## 致敬
動畫第7集，一也為了讓冰里拍人而扮成貓時，所跳的舞蹈來自麥可·傑克森1982年的專輯Thriller。

## 外部連結
- 戀曲寫真 （页面存档备份，存于）（日語）
- 戀曲寫真動畫官網（TBS） （页面存档备份，存于）（日語）